# なみだ (井上苑子の曲)
「なみだ」は、井上苑子の楽曲で5作目のシングルとして2017年7月26日にEMI RECORDSから発売。

## 収録曲

### CD
1. なみだ
2. 雨のラブソング
3. スタート！
4. なみだ（Instrumental）

### DVD
1. 「井上苑子 春ツアー2017いぬうえ幼稚園入園式 〜ともだち100人できるかな〜」@中野サンプラザ
2. LIVE当日の裏側ドキュメンタリー！